# Persiske kongevej
Den persiske kongevej var i antikken en landevej, som den persiske kong Dareios I lod opføre i det 5. århundrede f.Kr.. Dareios lod vejen bygge for at muliggøre effektiv kommunikation gennem hele hans udstrakte imperium fra Susa til Sardes. Kurererne kunne tilbagelægge de 2.700 km på syv dage. Den græske historiker Herodot skrev: "Der er ikke noget i verden, der bevæger sig hurtigere end disse persiske kurerer." Herodots lovprisning af disse budbringere – "Hverken sne, regn, hede eller nattens mørke forhindrer dem i at nå det mål, der er blevet sat for dem, med allerstørste fart" – har inspireret til det uofficielle motto for moderne postvæsener.

## Kongevejens rute
Vejens rute er blevet rekonstrueret ud fra Herodots beskrivelser, arkæologiske undersøgelser og andre historiske kilder. Den begyndte mod vest i Sardes (omkring 100 km øst for det moderne Tyrkiets Izmir), gik østpå gennem det, der nu er den centrale nordlige del af Tyrkiet, til den assyriske hovedstad Ninive (nutildags Mosul i Irak), og derfra videre mod syd til Babylon (vore dages Bagdad i Irak). I nærheden af Babylon formoder man, at vejen har delt sig i to, hvor den ene gik mod nordvest gennem Ekbatana og videre over i Silkevejen, mens den anden fortsatte mod øst gennem den senere persiske hovedstad Susa og endte i længere mod sydøst i Persepolis.

## Kongevejens historie
Da vejen hverken fulgte den korteste eller den lettest tilgængelige rute mellem Perserrigets vigtigste byer, er det arkæologernes antagelse, at den vestlige del af vejen oprindeligt blev opført af de assyriske konger, fordi vejen går lige gennem hjertet af deres gamle rige. De østlige dele af ruten i vore dages nordlige Iran falder sammen med den vigtige handelsrute, der kendes som Silkevejen.
Der er i stedet enighed om, at Dareios' indsats i Kongevejens udvikling drejer sig om forbedring af selve vejene samt ved at forbinde de enkelte del til en helhed, så den kunne fungere som basis for den effektive kommunikation ved hjælp af rigets pirradaziš, budbringere.
Kongevejens konstruktion efter Dareios' indsats var af en kvalitet, så også romerne kunne bruge dem. En bro ved Diyarbakır i Tyrkiet står fra denne periode som et minde om vejen.